# Досифей Іванченко
Архієпископ Досифей (в миру Михайло Матвійович Іванченко, 21 листопада 1884, Харківська губернія — 1 червня 1984, Пайн-Буш, штат Нью-Йорк, США) — український релігійний діяч, композитор та математик.

## Життєпис
У 1910 вступив на математичний факультет Харківського університету. 14 квітня 1914 в Іллінській церкві в Сизрані повінчаний з викладачкою жіночої гімназії Клавдією Копиловою.
Після закінчення університету за першим розрядом отримав призначення на вчительську посаду в Уфимську чоловічу гімназію, де одночасно керував церковним архієрейським хором. У 1916 році захистив дисертацію на звання магістра математичних наук.
8 листопада 1917 єпископом Уфимським Андрієм Ухтомським висвячений в сан диякона, а 14 листопада того ж року — в сан священника, після чого до 1919 служив другим священиком Іллінської церкви.
Заарештований більшовиками. 1919 по 1923 перебував у в'язниці Сибіру.
У 1927 переїхав до Харкова, де займався науковою роботою при математичній кафедрі Харківського університету, а потім у званні професора протягом 12 років очолював кафедру математики в Харківському електротехнічному інституті. За цей час написав низку робіт зі спеціальності.
За свідченням колеги по університету фізика Олександра Панкова, в 1934 захворіла його мати: «Отець Михайло приходив її причащати, що було зроблено з великою обережністю, як того вимагало його і наше службове становище»
У 1941 під час німецької окупації повернувся до пастирської діяльності.
З 20 вересня 1941 по 21 січня 1942 служив у Покровському монастирі.
3 січня 1942 митрополитом Харківським Феофілом Булдовським, який мав канонічну єпископську хіротонію, але в той момент перебував у розкольницькій УАПЦ, призначений настоятелем приходу в селищі Котельва на Полтавській єпархії.
Також в січні 1942 митрополитом Феофілом Булдовським нагороджений наперсним хрестом.  У тому ж році отримав від Феофіла Булдовського сан протоієрея і палицю.
Як випливає з листа МЗС СРСР від 11 грудня 1951 Раді у справах РПЦ, Іванченко в цей період продовжував працювати в Харківському університеті на кафедрі вищої математики та «співпрацював з німцями».
Втративши дружину і двох синів, що загинули на фронті, 15 травня 1943 в Києві прийняв чернечий постриг з ім'ям Досифей і архієпископом Київським Никанором Абрамовичем був зведений в сан архімандрита.
До серпня 1943 був благочинним округу і головою Єпархіального управління Полтавської єпархії. Подальше служіння архімандрита Досифея, у зв'язку з наступом Червоної Армії, проходило в парафіях Львова та Криниці.
17 листопада 1944 року брав участь в нараді єпископів УАПЦ в Бреслау (нині Вроцлав, Польща) як представник Полтавської єпархії.
Потім під час військових дій потрапив до Німеччини, де в 1945 у Гайдельберзі заснував православну парафію при таборі для переміщених осіб.
Перейшов в Російську православну церкву Закордоном (РПЦЗ), але без визнання сану архімандрита, отриманого в УАПЦ. З ним проживала його дочка Іларія 1933 року народження. Володів двома іноземними мовами: німецькою та англійською.
Через конфлікт, що виник 26 березня 1948 митрополитом Берлінським і Німецьким Серафимом Ляде був звільнений з посади настоятеля Гайдельберзького приходу, проте продовжив здійснювати богослужіння в цьому місті на приватній квартирі.
У своєму листі митрополиту Серафиму від 28 січня 1949 архімандрит Досифей з жалем писав: «І повірте, Владико, якщо Бог продовжить і Ваші і мої дні, ми побачимо в Heid [Гайдельберзі] прихід, що існуює не для еміграційних цілей, а для задоволення лише релігійних потреб. Адже, право, Владико, боляче спостерігати за цими нинішніми закладами, що іменуються чомусь православними парафіями...»
23 жовтня 1949 в Свято-Миколаївському храмі Мюнхена єпископом Кіссінгенським Олександром Ловчим, вікарієм Німецької єпархії РПЦЗ, був заново зведений в сан архімандрита.
25 квітня 1950 митрополитом Берлінським і Німецьким Серафимом Ляде призначений настоятелем Миколаївського храму в Штутгарті, проте вже 15 травня того ж року отримав канонічний відпуст від митрополита Серафима для переходу в іншу єпархію, після чого поїхав в США разом з хворою донькою.
У листопаді 1951 екзархом Московського Патріарха в Північній і Південній Америці архієпископом Макарієм Ільїнським прийнятий в юрисдикцію Московського патріархату і призначений спочатку кліриком кафедрального собору в Нью-Йорку, а потім настоятелем Миколаївського собору в Сан-Франциско замість відстороненого протоієрея Петра Котлярова. Однак посольство СРСР в США визнало неправильним використання «зрадника батьківщини» на роботі в екзархаті, а також вказало на можливість відходу Іванченка разом з довіреним йому собором і приходом в розкол. Судячи з листа парафіяльного комітету Миколаївського собору в Сан-Франциско, інтерес совєцької сторони до Досифея був спровокований прихильниками колишнього настоятеля собору Котлярова «особами з середовища розкольницьких груп політичної еміграції, які повели випади як в емігрантських газетах, так і шляхом розсилки мерзенних анонімок».
Для перевірки даних, які повідомив архімандрит Досифєй про період його перебування в Польщі, Московська патріархія запросила главу Польської православної церкви митрополита Макарія Оксіюка, який відповів, що ніяких даних про Іванченка в архівах Варшавської митрополії немає і його ім'я невідоме нікому з осіб, на яких він посилається.
У грудні 1951 Патріарх Алексій I, за рекомендацією ради у справах РПЦ, направив екзарху США телеграму з вимогою негайного звільнення з кліру патріаршої церкви архімандрита Досифея. Це розпорядження патріарха Алексія не було виконане відразу. Архієпископи Макарій Ільїнський і Адам Пилипівський, а також протоієрей Йосип Дзвончік звернулися до Патріарха з рядом прохань про прощення архімандрита Досифея і дозвіл йому продовжити службу в Екзархаті, вказавши, що його звільнення може послужити приводом для нового судового процесу проти Екзархату, в результаті якого буде втрачено собор в Сан-Франциско. За їхніми відгуками, а також по відкликанню протоієрея Олександра Присадського з Берклі, діяльність Досифея досі сприяла зміцненню парафій, в яких він працював. Сам архімандрит Досифей в листі до Патріарха Алексія від 21 січня 1952 просив прийняти його «слізне покаяння» за п'ятирічне перебування в юрисдикції Карловацької церкви і не виключати зі складу РПЦ.
27 лютого 1952 Бєлишев звернувся до заступника міністра МГБ СРСР  Савченка з проханням повідомити його думку з питання «про можливість використання Іванченка на посаді настоятеля собору в Сан-Франциско або іншому пункті США або Канади, куди він міг би бути призначеним благочинним або навіть вікарним єпископом, за умови подальшого відновлення в громадянстві СРСР».
У листі повідомлялося, що Московська Патріархія готова прийняти на себе витрати по переїзду і лікуванню доньки архімандрита Досифея в СРСР, якщо це буде визнано доцільним і якщо використання архімандрита Досифея буде визнано можливим.
В кінцевому підсумку ця справа закінчилася вдало для Досифея.
Служив на парафіях в Лопезі (штат Пенсільванія), в Балтіморі, у Філадельфії, в Сан-Франциско. Прийняв американське громадянство.
У лютому 1955 спрямований на  єпископське служіння, при цьому, згідно з указом, хіротонія повинна була бути здійснена не раніше смерті архієпископа Адама Філіповського-Пилипенка.
З 1954 по 1962 коли Північноамериканським екзархом був архієпископ Борис Вік, який тільки періодично міг виїжджати в США і Канаду для управління парафіями на місцях, архімандрит Досифей став де-факто виконувати його функції.
25 грудня 1958 призначений настоятелем Свято-Миколаївського кафедрального собору в Нью-Йорку.
25 квітня 1959 Священний Синод Російської православної церкви постановив призначити настоятеля Свято-Миколаївського кафедрального собору в Нью-Йорку архімандрита Досифея Іванченка єпископом Нью-Йоркським з тим, щоб його наречення та хіротонія були здійснені на Великодню седмицю 1959 року в Нью-Йорку. Про цю постанову в Екзархат був надісланий відповідний наказ.
8 травня 1959 у Свято-Миколаївському кафедральному соборі Нью-Йорка було скоєне наречення архімандрита Досифея на єпископа Нью-Йоркського. Чин наречення скоїли: архієпископ Едмонтонський і Канадський Пантелеймон (Рудик), єпископ Агафонікійський Орест (Чорняк) і єпископ Румунської православної церкви в Америці Андрій (Молдован). 9 травня того ж року в Свято-Миколаївському соборі Нью-Йорка тими ж архієреями хіротонізований на єпископа Нью-Йоркського.
У 1962 році в Нью-Йорку прийняв до своєї юрисдикції групу старокатоликів монастиря Маунт-Ройал (настоятель єпископ Вільям Генрі Френсіс Бразерз), які служили за західним обрядом, маючи каплицю, приписану до Свято-Миколаївського кафедрального собору.
22 лютого 1963 призначений єпископом Бруклінським, вікарієм Нью-Йоркської єпархії. У тому ж році нагороджений орденом святого рівноапостольного князя Володимира 2-го ступеня.
15 жовтня 1964 звільнявся на спокій, відповідно до прохання, з визначенням йому пенсії, однак звільнений не був, а 5 лютого 1965 призначений знову єпископом Бруклінським, вікарієм Нью-Йоркської єпархії.
21 липня 1969 нагороджений орденом святого рівноапостольного князя Володимира 1-го ступеня.
5 квітня 1970 возведений у сан архієпископа з правом носіння хреста на клобуку.
10 квітня 1970 Православній церкві в Америці була подарована автокефалія, єпархії Російської православної церкви в США і Канаді скасовувалися. У той же день архієпископ Досифей був звільнений на спокій, відповідно до прохання.
Під час служіння на парафіях Екзархату він зарекомендував себе як церковний композитор.
Помер 1 червня 1984 на 100-му році життя.
Відспівування скоєно 5 червня в патріаршому приході в ім'я Всіх Святих Російських в Пайн-Буші, під Нью-Йорком. Похований на цвинтарі в Пайн-Буші, недалеко від храму, що був облаштований у 1962 році його піклуванням.

## Публікації
- Высокопреосвященному Николаю, Митрополиту Крутицкому и Коломенскому [благодарность за поздравление с храмовым праздником] // Журнал Московской Патриархии. М., 1960. № 1 (ЖМП). 7.
- Святейшему Патриарху Московскому и всея Руси Алексию [к делу о Св.-Николаевском соборе в Нью-Йорке] // Журнал Московской Патриархии. М., 1960. № 7. стр. 3
- Памяти протоиерея К. В. Попова // Журнал Московской Патриархии. М., 1966. № 4. стр. 18-19.